# Kubok Ukraïny 2020-2021
La Kubok Ukraïny 2020-2021 (in ucraino Кубок України?) è stata la 30ª edizione della Coppa d'Ucraina, iniziata il 26 agosto 2020 e terminata il 13 maggio 2021. La Dinamo Kiev è ha vinto il torneo conquistando il trofeo per la tredicesima volta nella sua storia.

## Calendario
| Fase              | Turno            | Frazionale  | Sorteggio         | Data              |
| ----------------- | ---------------- | ----------- | ----------------- | ----------------- |
| Turni eliminatori | Primo turno      | 1⁄64 finale | 21 agosto 2020    | 26-30 agosto 2020 |
| Turni eliminatori | Secondo turno    | 1⁄32 finale | 10 settembre 2020 | 16 settembre 2020 |
| Turni eliminatori | Terzo turno      | 1⁄16 finale | 18 settembre 2020 | 30 settembre 2020 |
| Turni eliminatori | Quarto turno     | 1⁄8 finale  | 27 ottobre 2020   | 2 dicembre 2020   |
| Fase finale       | Quarti di finale | 1⁄4 finale  | 18 dicembre 2020  | 3 marzo 2021      |
| Fase finale       | Semifinali       | 1⁄2 finale  | 4 marzo 2021      | 21 aprile 2021    |
| Fase finale       | Finale           | Finale      | 13 maggio 2021    | 13 maggio 2021    |

## Squadre partecipanti
La competizione si svolge su sei turni ad eliminazione a gara secca. Sono 55 le squadre qualificate al torneo:
| Prem"jer-liha tutte le squadre dell'edizione 2020-2021 | Perša Liha tutte le squadre dell'edizione 2020-2021 | Druha Liha 23 squadre dell'edizione 2020-2021 | Coppa d'Ucraina Amatori i club finalisti dell'edizione 2019-2020. |
| - Desna Černihiv - Dnipro-1 - Dinamo Kiev (detentore) - Inhulec' - Kolos Kovalivka - L'viv - Mariupol' - Mynaj - Oleksandrija - Olimpik Donec'k - Ruch L'viv - Šachtar - Vorskla - Zorja | - Ahrobiznes Voločys'k - Al'jans Lypova Dolyna - Avanhard Kramators'k - Čornomorec' - Hirnyk-Sport - Kremin' Kremenčuk - Krystal Cherson - Metalist 1925 - Mykolaïv - Nyva Ternopil' - Obolon' - Polіssja Žytomyr - Prykarpattja - Veres Rivne - Volyn' - VPK-Ahro | - Balkany Zorja - Bukovyna Černivci - Čajka Petropav. Borščahiv. - Čerkaščyna - Černihiv - Dinaz Vyšhorod - Dnipro Čerkasy - Enerhija Nova Kachovka - Epicentr - Jarud Mariupol' - Karpaty - Karpaty Halyč - Kryvbas Kryvyj Rih - Metal Charkiv - Metalurh Zaporižžja - Nikopol' - Nyva Vinnycja - Peremoha Dnipro - Podillja - Real Farma Odessa - Rubicon Kiev - Tavrija - Užhorod | - Olimpija Savynci - Viktorija Mykolaïvka                         |

## Turni eliminatori

### Primo turno
Il primo turno prevede la disputa di 19 gare riservate alle seguenti squadre:
- 13 società della Perša Liha
- 23 società della Druha Liha
- 2 società finaliste della Coppa d'Ucraina Amatori (Olimpija Savynci e Viktorija Mykolaïvka)

| Squadra 1                  | Risultato       | Squadra 2            |
| -------------------------- | --------------- | -------------------- |
| 26 agosto 2020             |                 |                      |
| Kryvbas Kryvyj Rih         | 4 – 2           | Čerkaščyna           |
| 28 agosto 2020             |                 |                      |
| Čajka Petropav. Borščahiv. | 0 – 1           | Polіssja Žytomyr     |
| Karpaty Halyč              | 1 – 2           | Nyva Ternopil'       |
| 29 agosto 2020             |                 |                      |
| Peremoha Dnipro            | 0 – 2           | Kremin' Kremenčuk    |
| Metal Charkiv              | 1 – 3           | VPK-Ahro             |
| Nikopol'                   | 1 – 3           | Krystal Cherson      |
| Al'jans Lypova Dolyna      | 2 – 0           | Metalist 1925        |
| Balkany Zorja              | 0 – 1           | Mykolaïv             |
| Viktorija Mykolaïvka       | 4 – 0           | Jarud Mariupol'      |
| Enerhija Nova Kachovka     | 2 – 3           | Čornomorec'          |
| Nyva Vinnycja              | + – -           | Černihiv             |
| Podillja                   | - – +           | Prykarpattja         |
| Rubicon Kiev               | 0 – 2           | Dinaz Vyšhorod       |
| Užhorod                    | 2 – 0           | Bukovyna Černivci    |
| 30 agosto 2020             |                 |                      |
| Tavrija                    | 2 – 1           | Real Farma Odessa    |
| Epicentr                   | 4 – 0           | Karpaty              |
| Olimpija Savynci           | 1 – 2 (dts)     | Hirnyk-Sport         |
| 8 settembre 2020           |                 |                      |
| Dnipro Čerkasy             | 0 – 5           | Veres Rivne          |
| 9 settembre 2020           |                 |                      |
| Metalurh Zaporižžja        | 0 – 0 (4-3 dtr) | Avanhard Kramators'k |

### Secondo turno
Al secondo turno prendono parte le seguenti formazioni:
- Vincenti del primo turno
- Quarta, quinta e sesta classificata della Perša Liha 2019-2020 (Ahrobiznes Voločys'k, Volyn' e Obolon')

| Squadra 1             | Risultato       | Squadra 2            |
| --------------------- | --------------- | -------------------- |
| 16 settembre 2020     |                 |                      |
| Kryvbas Kryvyj Rih    | 4 – 1           | Tavrija              |
| Mykolaïv              | 1 – 0           | Čornomorec'          |
| Viktorija Mykolaïvka  | 0 – 0 (8-7 dtr) | Dinaz Vyšhorod       |
| Nyva Vinnycja         | 2 – 2 (4-3 dtr) | Krystal Cherson      |
| Užhorod               | 0 – 1           | Ahrobiznes Voločys'k |
| Volyn'                | 0 – 1           | Prykarpattja         |
| Al'jans Lypova Dolyna | 0 – 3           | Veres Rivne          |
| Obolon'               | 0 – 1           | Polіssja Žytomyr     |
| VPK-Ahro              | 2 – 2 (4-2 dtr) | Kremin' Kremenčuk    |
| 17 settembre 2020     |                 |                      |
| Epicentr              | 3 – 0           | Nyva Ternopil'       |
| Metalurh Zaporižžja   | 1 – 4           | Hirnyk-Sport         |

### Terzo turno
- Vincenti secondo turno
- 11 squadre della Prem"jer-Liha

| Squadra 1          | Risultato   | Squadra 2            |
| ------------------ | ----------- | -------------------- |
| 30 settembre 2020  |             |                      |
| Hirnyk-Sport       | 3 – 5 (dts) | Dnipro-1             |
| Viktorija Sumy     | 1 – 3       | Mariupol'            |
| Veres Rivne        | 4 – 2 (dts) | Mykolaïv             |
| Polіssja Žytomyr   | 1 – 2       | Mynaj                |
| Epicentr           | 1 – 2       | Ahrobiznes Voločys'k |
| Kryvbas Kryvyj Rih | 0 – 1       | Nyva Vinnycja        |
| Desna Černihiv     | 2 – 1       | Ruch L'viv           |
| Vorskla            | 2 – 0       | L'viv                |
| Prykarpattja       | 0 – 1       | Kolos Kovalivka      |
| Oleksandrija       | 4 – 1       | Inhulec'             |
| 13 novembre 2020   |             |                      |
| VPK-Ahro           | 1 – 0       | Olimpik Donec'k      |

### Quarto turno
- Vincenti terzo turno
- 1 squadra della Prem"jer-Liha (Zorja)

| Squadra 1            | Risultato | Squadra 2       |
| -------------------- | --------- | --------------- |
| 2 dicembre 2020      |           |                 |
| Nyva Vinnycja        | 0 – 4     | Kolos Kovalivka |
| Veres Rivne          | 1 – 0     | Mariupol'       |
| VPK-Ahro             | 0 – 5     | Dnipro-1        |
| Ahrobiznes Voločys'k | 1 – 0     | Vorskla         |
| Oleksandrija         | 3 – 0     | Mynaj           |
| 16 dicembre 2020     |           |                 |
| Desna Černihiv       | 0 – 1     | Zorja           |

### Quarti di finale
- Vincenti quarto turno
- 2 squadra della Prem"jer-Liha (Šachtar e Dinamo Kiev)

| Squadra 1            | Risultato       | Squadra 2       |
| -------------------- | --------------- | --------------- |
| 3 marzo 2021         |                 |                 |
| Veres Rivne          | 1 – 2           | Zorja           |
| Dinamo Kiev          | 0 – 0 (4-3 dtr) | Kolos Kovalivka |
| Ahrobiznes Voločys'k | 1 – 0 (dts)     | Šachtar         |
| Dnipro-1             | 1 – 1 (3-4 dtr) | Oleksandrija    |

### Semifinali
| Squadra 1            | Risultato       | Squadra 2   |
| -------------------- | --------------- | ----------- |
| 21 aprile 2021       |                 |             |
| Ahrobiznes Voločys'k | 0 – 3           | Dinamo Kiev |
| Oleksandrija         | 1 – 1 (3-4 dtr) | Zorja       |

### Finale
| Arbitro: | Ivanov (Makiïvka) |

|              |           |  |
| Cyhankov 98’ | Marcatori |  |

## Statistiche
- Miglior attacco: Veres Rivne (14)
- Partita con più reti: Hirnyk-Sport – Dnipro-1 3–5 (8)
- Partita con maggiore scarto di reti: Dnipro Čerkasy – Veres Rivne 0-5; VPK-Ahro – Dnipro-1 0–5 (5)